# Залізничний район (Львів)
Залізни́чний райо́н — один із районів Львівської міськради, що охоплює територію південно-західної частини міста Львова: Левандівку, Білогорщу, Скнилівок, Сигнівку, частково Рясне, Клепарів, Богданівку, та смт Рудне.

## Назва
Залізничний район разом із Шевченківським — один із двох районів, назву яких не міняли з радянських часів. Вочевидь, вона пов'язана з тим, що район утворено навколо залізниці — на його території знаходиться головний залізничний вокзал, а також ряд невеликих станцій. Окрім того, саме в Залізничному районі, здебільшого на Левандівці традиційно мешкають працівники Львівської залізниці

## Населення
У Залізничному районі спостерігається притаманна для Львова загалом тенденція до поступового скорочення наявного населення.
Кількість населення
| Рік  | Чоловік |
| ---- | ------- |
| 2011 | 126 020 |
| 2010 | 126 931 |
| 2002 | 131 844 |

Скорочення мешканців району відбувається як за рахунок вищого рівня смертності над народжуваністю, так і негативного сальдо міграції.
| Рік  | Народилось | Померло | Сальдо |
| ---- | ---------- | ------- | ------ |
| 2010 | 1242       | 1533    | −291   |
| 2002 | 1484       | 1801    | −317   |

Щодо міграцій, то у січні-жовтні 2008 року за даними Держкомстату негативне сальдо становило 565 чоловік, у січні-жовтні 2011 року негативне сальдо склало лише 261 чоловік.
Національний склад Залізничного району за переписем населення 2001 р.:
| національність | %    |
| -------------- | ---- |
| українці       | 89,0 |
| росіяни        | 8,4  |
| поляки         | 0,8  |
| білоруси       | 0,4  |
| євреї          | 0,2  |
| вірмени        | 0,1  |
| інші           | 0,5  |
| не вказали     | 0,6  |

Розподіл національностей Залізничного району за рідною мовою:
| Національність | Усього, осіб | Частка, % | Рідна мова           | Рідна мова           | Рідна мова | Рідна мова | Рідна мова | Рідна мова |
| Національність | Усього, осіб | Частка, % | своєї національності | своєї національності | українська | українська | російська  | російська  |
| Національність | Усього, осіб | Частка, % | осіб                 | %                    | осіб       | %          | осіб       | %          |
| -------------- | ------------ | --------- | -------------------- | -------------------- | ---------- | ---------- | ---------- | ---------- |
| українці       | 118 179      | 89,0      | 116 819              | 98,9                 | -          | -          | 1 302      | 1,1        |
| росіяни        | 11 170       | 8,4       | 10 042               | 89,9                 | 1 117      | 10,0       | -          | -          |
| поляки         | 1 060        | 0,8       | 456                  | 43,0                 | 552        | 52,1       | 49         | 4,6        |
| білоруси       | 583          | 0,4       | 142                  | 24,4                 | 161        | 27,6       | 277        | 47,5       |
| євреї          | 239          | 0,2       | 11                   | 4,6                  | 73         | 30,5       | 147        | 61,5       |
| вірмени        | 134          | 0,1       | 52                   | 38,8                 | 30         | 22,4       | 52         | 38,8       |
| молдовани      | 81           | 0,1       | 40                   | 49,4                 | 27         | 33,3       | 14         | 17,3       |
| татари         | 59           | 0,0       | 23                   | 39,0                 | 12         | 20,3       | 24         | 40,7       |
| інші           | 475          | 0,4       | 145                  | 30,5                 | 141        | 29,7       | 167        | 35,2       |
| не вказали     | 844          | 0,6       | -                    | -                    | 10         | 1,2        | 1          | 0,1        |

## Історія
Залізничний район утворився на територіях колишніх сіл Сигнівка, Скнилівок, німецької колонії Льовендорф (сучасна Левандівка), Білогорща, однак до складу Львова ці території увійшли відносно пізно — у XIX-ХХ століттях.
Найстарішою територією, яка розташована на межі Залізничного та Шевченківського районів, є Клепарів, який відомий ще з ХІІІ століття. 1419 року міщанин Андрій Кльоппер заснував тут маєток Кльоппергоф, який згодом трансформувався у Клепарів. У XVI столітті виникло село Скнилівок. Перша згадка про колонію Льовендорф датується 1778 роком.

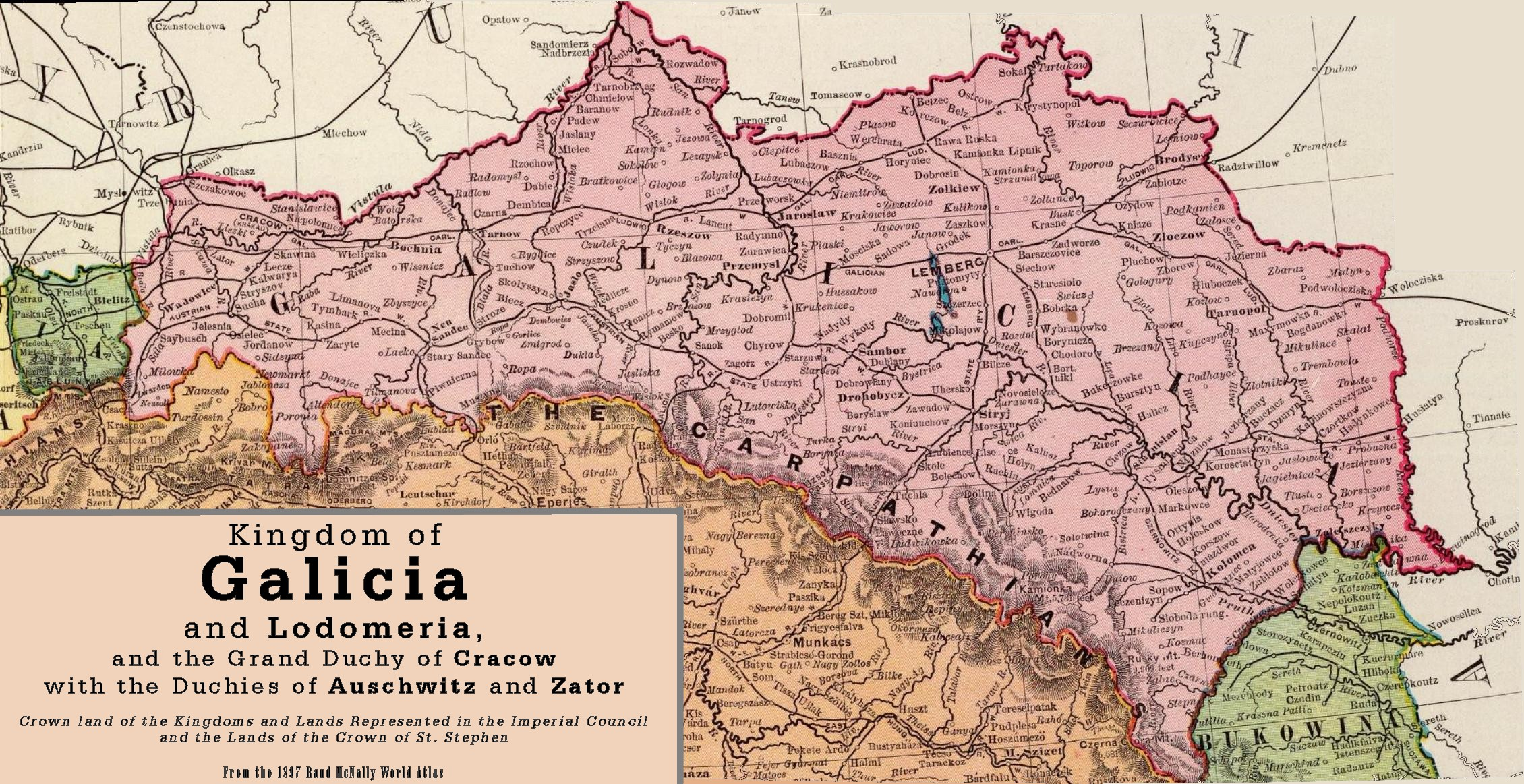
Галицькі залізниці до 1897 р.

Однак справжній розвиток цієї території розпочався з 1861 року після будівництва залізниці Перемишль-Львів, яка з'єднала місто зі столицею Австро-Угорщини Віднем. На місці сучасного головного вокзалу Львова постала перша будівля залізничної станції Львів. А вже у 1866 році було збудовано Чернівецький залізничний вокзал — на місці теперішнього приміського вокзалу. Також була прокладена друга гілка залізниці Львів-Чернівці, яка пройшла територією села Богданівка, що згодом увійшло до Львова.
Уже в 1895 році головний залізничний вокзал Львова був з'єднаний із центральною частиною міста трамваєм, як на кінній тязі, так і електричним. Наступним кроком до розвитку Південно-західної околиці Львова стало зведення у 1904 році нової будівлі залізничного вокзалу — зараз це головний залізничний вокзал Львова. Свого часу це був найсучасніший вокзал Європи. У місті розвивається мережа трамвайних колій — у жовтні 1908 року розпочався рух електричного трамваю по вулиці Янівській (суч. Шевченка). Спочатку він мав розворот за Янівським цвинтарем, однак згодом лінію подовжили, і вона набула сучасного вигляду.
У 1914 році напередодні І світової війни на Левандівці було збудовано військовий аеропорт.
Будівля головного Львівського вокзалу дуже постраждала під час І світової війни — 20 червня 1915 року його підпалили російські війська, — а також внаслідок українсько-польської війни 1918—1919 років.

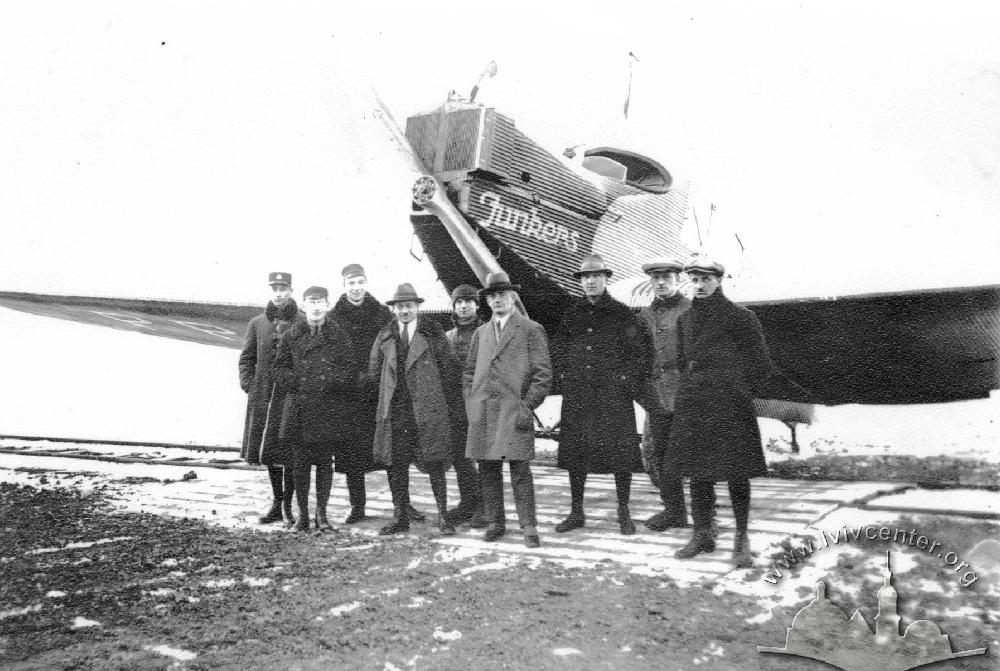
Пасажири першого рейсу Гданськ — Варшава — Львів і літак, що його здійснив (2 серпня 1922)

Уже в 1922 році летовище на Левандівці почало використовуватись як цивільне. 2 серпня 1922 року на аеропорт було здійснено перший регулярний пасажирський рейс. Літаки «Юнкерс Ф-13» акціонерного товариства "Польська повітряна лінія „Авіаллойд“, створеного спеціально для обслуговування цього маршруту, здійснювали рейси за маршрутом Гданськ — Варшава — Львів.
У 20-30-ті роки проводилась інтенсивна забудова сіл, які згодом увійдуть до складу Львова. Також тут зводились храми, як греко-, так і римо-католицькі. Зокрема у 1923 році на вулиці Повітряній було збудовано Церкву святого Андрія, а на перетині сучасних вулиць Сяйво та Широкої було зведено дерев'яний костел Матері Божої Неустанної Помочі, а навпроти нього — Народний дім товариства «Просвіта». 1946 року костел перетворили на православну церкву Покрови Пресвятої Богородиці, яку розібрали у 1960 році. До 1926 року сучасна вулиця Широка носила ім'я Тараса Шевченка. 1927 року була прокладена трамвайна колія на Богданівку (після ІІ Світової війни її замінила тролейбусна лінія).
Левандівське летовище через малі розміри не задовольняло потреби міста, тому вже у 1925 році було вирішено збудувати нове летовище — поблизу села Скнилів. Будівництво завершилось у 1929 році з одночасним закриттям старого аеропорту. Летовище на Скнилові функціонує і досі як Міжнародний аеропорт «Львів» імені Данила Галицького.
У 1931 році село Левандівка було включено до складу Львова.
1 вересня 1939 року аеропорт у Скнилові зазнав авіанальоту 30 бомбардувальників 4 бомбового полку Люфтваффе. Їх прикривали бомбардувальники словацьких військово-повітряних сил. Авіанальоти на львівське летовище поновились на початку червня 1941 року, до офіційного початку радянсько-німецької війни. Внаслідок авіанальотів було повністю знищено льотне поле, а також 264 радянських літаки. Тож німцям довелось влаштувати тимчасовий військовий аеродром біля Рясного. 1944 року, після захоплення Львова Червоною армією, польоти розпочалися з Рясного, лише пізніше — зі Скнилова. Також під час війни потерпів Львівський вокзал — повністю його відновити вдалось лише у 1957 році.
З приходом радянської влади в околицях Львова почали діяти загони УПА, які домагались проголошення незалежності України та звільнення її від комуністичної влади. 5 березня 1950 року у селі Білогорща, де переховувався командувач УПА Роман Шухевич (генерал Чупринка), відбувся бій із загоном НКВД, внаслідок якого Шухевич загинув.
У повоєнні роки починається бурхливе промислове будівництво, окрім численних підприємств харчової промисловості, які існували тут ще з довоєнних років, та різноманітних майстерень, а часто на їхній базі, з'являються нові підприємства радіоелектронної та машинобудівної галузей, значна частина з них виконує військові замовлення. Найбільші підприємства: ВО «Електрон» (тепер «Концерн Електрон»), ВО імені Леніна (тепер ЛОРТА), Львівський державний авіаремонтний завод, ВО «Біофізприлад», ВО «Автонавантажувач» та ряд інших. На території району сформувались дві промислові зони — Сигнівка, розташована вздовж вулиці Городоцької на виїзді з міста, та Рясне (на території Залізничного та Шевченківського районів), де знаходяться значні виробничі потужності. На кожному з цих підприємств працювало по кілька тисяч працівників.
Водночас у 1944–1946 році відбувається масове перейменування вулиць, з'являються типові для радянських міст назви вулиць на честь комуністичних діячів. У районі закривають церкви, які залишились з довоєнних часів. Натомість у 1950-х роках на вулиці Повітряній з'являється кінотеатр імені Коцюбинського, згодом перейменований у «Супутник».
Завдяки наявності Залізничного вокзалу вже у 1952 році в районі з'являється перша тролейбусна лінія, яка з'єднує львівський вокзал із центром міста, а у 1953 році тролейбусна лінія продовжена до Богданівки (вулиця Окружна), у 1955 році — до Льотного поля.

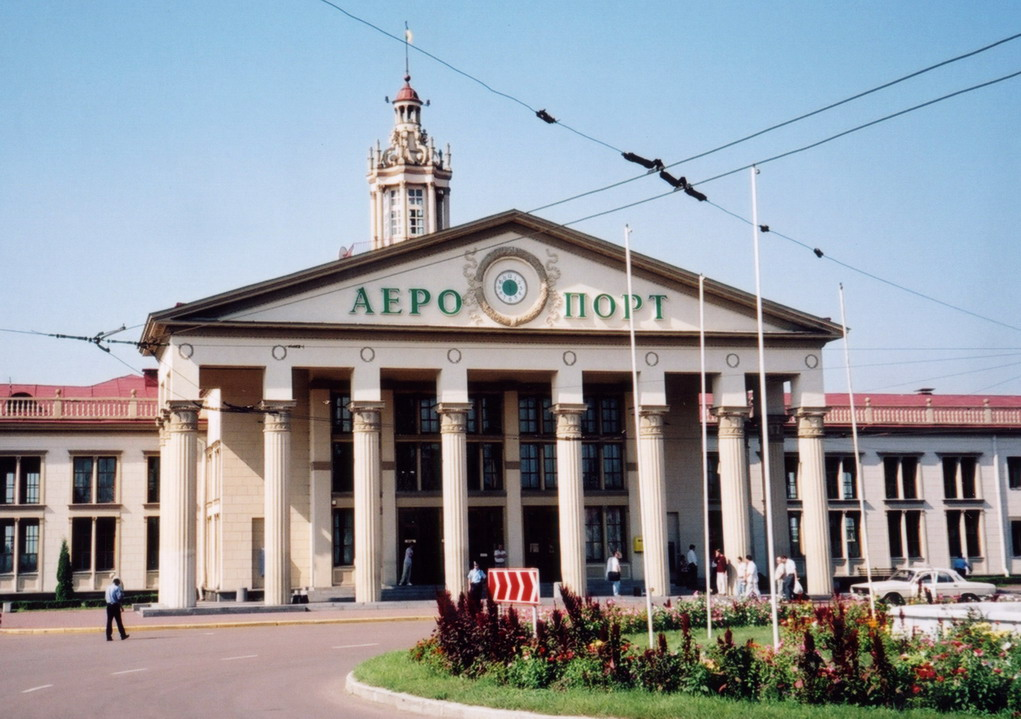
Фасад радянського аеровокзалу (2004)

У 1955 році завершується будівництво нового приміщення Львівського аеропорту.
Паралельно в районі ведеться масове житлове будівництво — у 50-х роках ХХ століття з'являються малоповерхові будинки барачного типу на Левандівці, у 60-х роках починається масове зведення «хрущовок» на вулицях Виговського, Люблінської, Городоцької. На початку 70-х років за адресою вулиця Виговського, 1 зводиться перший у Львові 9-поверховий будинок. У 70-80 роках продовжується будівництво вздовж вулиць Виговського, Кульчицької, Кульпарківської, Патона, однак в 90-х роках у зв'язку з економічною кризою воно практично припиняється. 1974 року закладено Скнилівський парк.
З проголошенням незалежності України в районі починається масове перейменування вулиць із суто радянськими назвами (наприклад, вулиця Валентини Терешкової, 1 травня, мікрорайон «Жовтневий»). Також у 90-х роках в районі починається масове будівництво церков: на вулиці Широкій збудовано греко-католицьку церкву Вознесіння Господнього, також на Левандівці збудовано церкву Покрови Пресвятої Богородиці, яка належить до УПЦ КП, на вулиці Головатого — греко-католицьку церкву Положення Пояса Пресвятої Богородиці.
На початку 1990-х років більша частина підприємств, які працювали на території Залізничного району банкрутує, район втрачає своє промислове значення. Однак вже у 1996 році на вулиці Виговського виникає ринок «Південний», який за кілька років перетворюється на найбільший промтоварний ринок Львова. 1997 року відкрито новий Приміський вокзал, що дає змогу істотно розвантажити головний залізничний вокзал Львова.
27 липня 2002 року під час авіаційного свята в Львівському аеропорту зазнав катастрофи винищувач СУ-27УБ, загинуло 77 людей. Ця катастрофа вважається найбільшою під час авіашоу у світі.
У рамках підготовки Львова до Євро-2012 було проведено реконструкцію аеропорту — подовжено злітно-посадкову смугу, яка дає змогу приймати літаки всіх типів, збудовано новий аеровокзал. 6 лютого 2012 року аеропорт дістав нову назву: «Міжнародний аеропорт „Львів“ імені Данила Галицького». 13 квітня 2012 року Президент України Віктор Янукович та УЄФА Мішель Платіні урочисто відкрили новий термінал аеропорту.

## Основні вулиці та місцевості

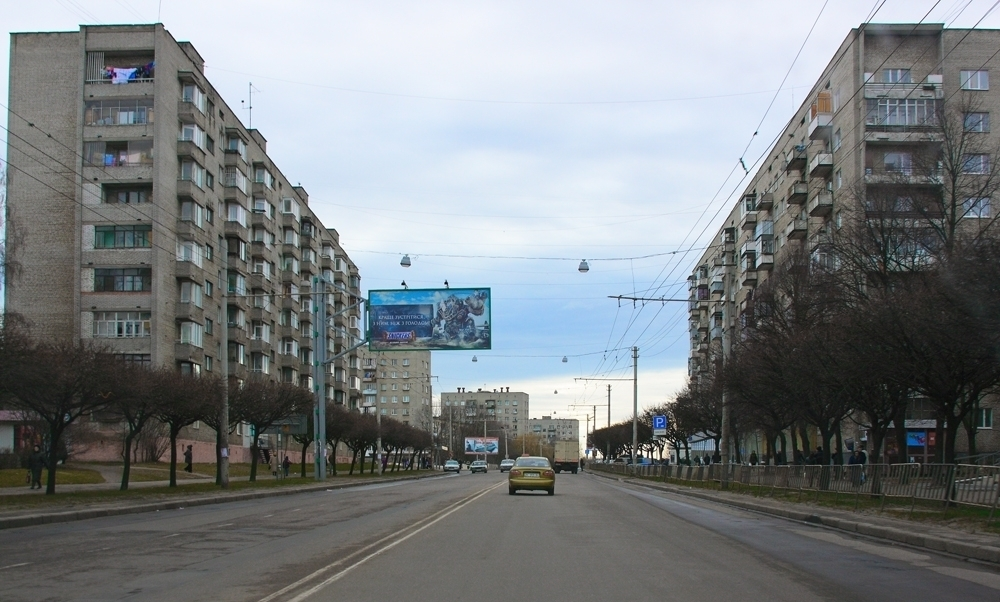
Вулиця Любінська на ділянці між Будинком меблів і кінотеатром «Галичина»

Залізничний район охоплює значну частину Привокзальної — району забудови кінця XIX — початку ХХ століття, який утворився навколо головного залізничного вокзалу. Окрім того до його складу входять такі місцевості Львова: Левандівка, Білогорща, Скнилівок, Сигнівка а також частково Богданівка, Рясне, Клепарів. До складу Залізничного району також входить селище Рудне, яке територіально відокремлене від Львова Пустомитівським районом.

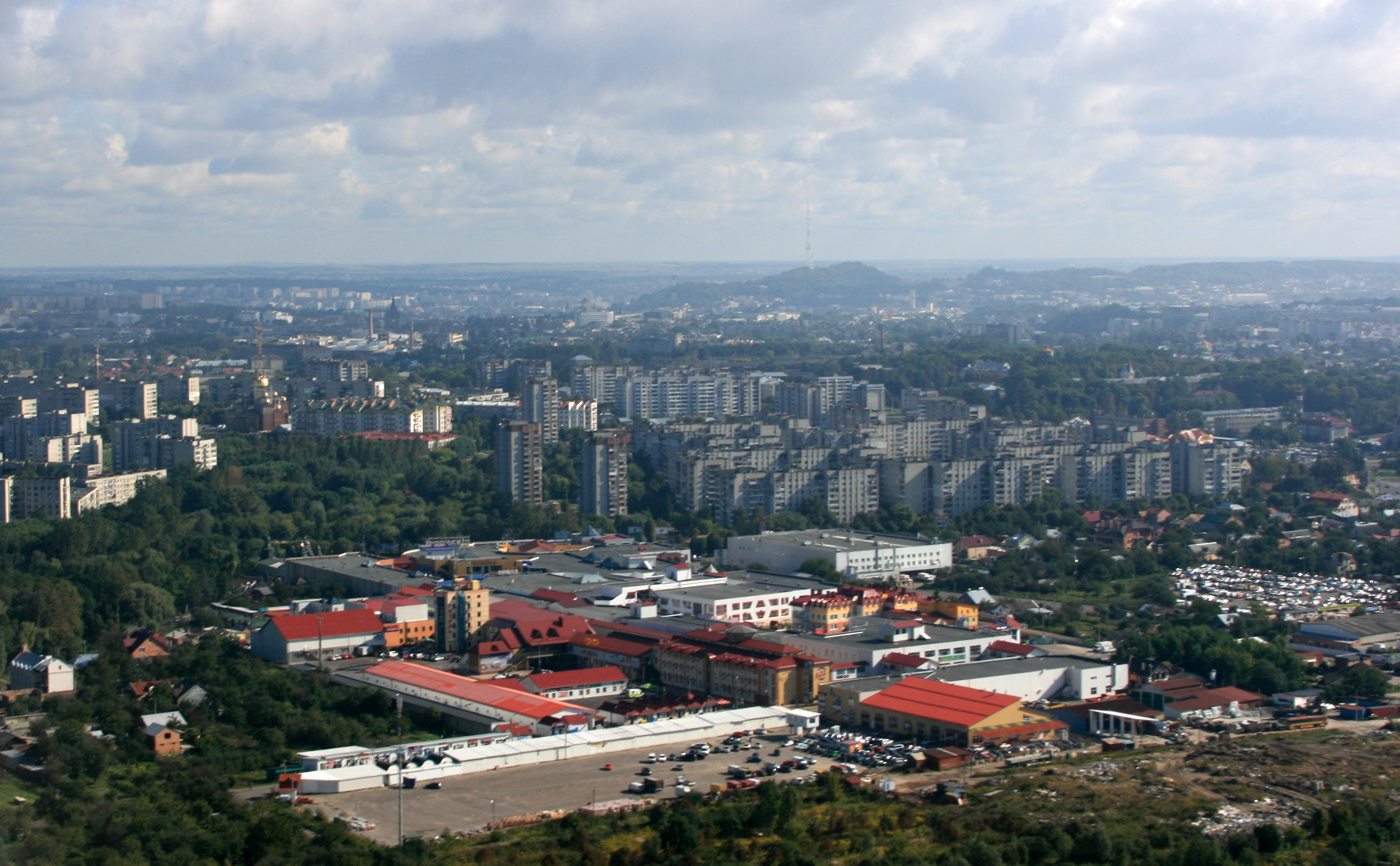
Вигляд з південного заходу на Львів

Головною вулицею Залізничного району є частина вулиці Городоцької — від церкви Святої Анни до межі міста. Межа району утворена вулицями Шевченка, яка відокремлює його від Шевченківського району та Кульпарківською, яка відокремлює від Франківського. Також серед найважливіших вулиць району Широка, Повітряна, Сяйво, Левандівська (усі на Левандівці) а також Любінська, Виговського, Патона, Ряшівська. Щодо останньої, то її заплановано подовжити — від вулиці Патона до Люблінської та Наукової[джерело?].

## Пам'ятники, пам'ятні місця
У 1971 році у подвір'ї Львівської СШ № 75 імені Лесі Українки було відкрито пам'ятник поетесі. Його авторами є скульптор Лука Біганич та архітектор Володимир Блюсюк. Також на фасаді цієї ж школи встановлено меморіальну таблицю на честь Лесі Українки з цитатою із поеми «В катакомбах».
На вулиці Виговського перед входом у міську комунальну поліклініку № 5 знаходиться пам'ятник космонавту. Пам'ятник встановлено на честь першої жінки-космонавта Валентини Терешкової, ім'я якої до 1991 року носила вулиця.

Пам'ятник на території музею

Також на вулиці Виговського, перед ринком «Південний» на території церкви встановлено пам'ятник жертвам голодомору-геноциду та депортацій ХХ століття.
У селі Білогорща на місці, де загинув головнокомандувач УПА Роман Шухевич, розташований музей та пам'ятник генералові.
На вулиці Городоцькій, 50 1989 року помістили меморіальну таблицю, яка засвідчує, що тут у 1928–1937-х роках мешкав видатний український поет Богдан-Ігор Антонич.

Пам'ятна дошка на честь Антонича, балкон на другому поверсі належав до його помешкання.

## Культові споруди
У Залізничному районі Львова представлено храми більшості основних християнських конфесій. Також в районі є єдина діюча у Львові синагога. Значна частина храмів збудована після 1990 року.

### УГКЦ
Церква Святих Андрія і Йосафата знаходиться на Левандівці за адресою вул. Чечета, 1. Збудована у 1921-1924 рр. за проєктом архітектора Сергія Тимошенка (фірма Івана Левинського). Перший грошовий внесок пожертвував Митрополит Андрей Шептицький. Після псевдособору 1946 р.  Храм св. Андрія і св. Йосафата стає власністю УПЦ. Лише 12 грудня 1989 р. храм повернуто вірним УГКЦ.
Церква Положення Пояса Пресвятої Богородиці знаходиться за адресою вул. Головатого, 7-а, зведена наприкінці 90-х років минулого століття за проєктом архітектора Миколи Обідняка. 3 січня 2011 року під час Богослужіння в храмі Високопреосвященний Архієпископ Львівський, Владика Ігор (Возьняк) освятив Ікону Пресвятої Богородиці з цінною реліквією — частиною поясу, що була прикладена до поясу Божої Матері. Храмове свято відзначають 13 вересня.

Церква Положення Пояса Пресвятої Богородиці вул. Головатого

Церква Вознесіння Господнього знаходиться за адресою вулиця Широка, 81-а. Наріжний камінь у 1992 році освятив архієпископ Володимир Стернюк, а будівництво завершилось у 2002 році.
Церква Непорочного Зачаття Пресвятої Богородиці збудована у західній частині Білогорщі у 2000-х роках на місці однойменної каплиці зведеної у 90-х роках минулого століття.
Церква Воскресіння Христового (Сигнівка). Будівництво розпочалось у 1931 році як костелу святих Петра і Павла. Завершити будову так і не вдалось, а за радянських часів її було перетворено спочатку на склад, а потім на спортивний зал. У 1990-х роках, коли отець Мелетій Ільчишин (1933—2001 рр.) утворив тут парафію, будівлю храму було суттєво перебудовано.
Церква Всіх Святих Українського народу (вул. Петлюри, 32) знаходиться на перетині вулиць Симона Петлюри та Олени Кульчицької. Храм збудовано за проєктом архітектора Лариси Скорик. Храм було закладено влітку 1993 року — спочатку тут постала каплиця, а з 1996 року розпочалось будівництво церкви. Перше богослужіння в новому храмі було проведено 9 липня 2006 року в день храмового свята, а наприкінці 2009 — початку 2010 було встановлено іконостас, автором якого став студент IV курсу кафедри сакрального мистецтва Львівської академії мистецтв А. Сивак (керівник Р. Василик)
Церква Воздвиження Чесного Хреста (Рудно). Є інформація, що храм у Рудно було закладено ще у XIX столітті, однак сучасного вигляду він набув у 1815 році. За радянської влади храм був діючий, однак з настанням незалежності його громада повернулась до греко-католицької церкви.
Львівська духовна семінарія святого Духа (Рудно).
Коли наприкінці 80-х років минулого століття УГКЦ вийшла з підпілля, виникла проблема підготовки молодих священників. Оскільки повернути старе приміщення на вулиці Коперніка у Львові не було змоги, то було вирішено відновити навчання майбутніх священників у Руднов приміщенні колишнього піонерського табору. Оскільки вони не були пристосовані до постійного навчального процесу, то на початках навіть взимку готувати їжу у військовій пересувній кухні. Так само семінаристи здійснили капітальний ремонт приміщень — тут семінарія знаходилась до 2005 року, аж до свого переїзду на вулицю Хуторівка у нове приміщення. Нині у Рудно в семінарійних приміщеннях перебуває підготовчий курс Львівської духовної семінарії святого Духа.
Монастир св. Івана Богослова оо. Студитів розташований у смт Рудно на вулиці Дитячій, 19. Його було засновано на переломі 1950-60-х років в приватному помешканні, однак тоді він діяв як підпільний. Невдовзі поруч монахи звели новий будинок, де підпільний монастир продовжив свою діяльність. 1992 року вийшов з підпілля і поруч з ним постала Львівська духовна семінарія святого Духа; в монастирі оселились монахи-семінаристи. 1995 року тут вже було 15 монахів. 15 квітня 2000 року владика Любомир (Гузар) освятив монастирську каплицю, її розпис було завершено в 2001 році.

### ПЦУ
Православна Церква Різдва Пресвятої Богородиці розташований на вулиці Шевченка, 205. До 1939 року тут знаходилась каплиця, її закрили у 40-х роках ХХ століття, а у 1958 році перебудували під житловий будинок, також тут був пункт добровільної народної дружини та аптека. У вересні 1990 в будівлі відновили богослужіння, згодом місцева громада реконструювала храм, який освятили у вересні 1994 року.
Церква Покрови Пресвятої Богородиці на вулиці Сяйво була закладена 21 вересня 1991 року на місці колишнього Костелу Матері Божої Неустанної Помочі. Новий храм було збудовано за проєктом архітектора Романа Сивенького.
Церква Покрови Пресвятої Богородиці знаходиться в смт Рудно за адресою вул. Володимира Великого, 24. 1935 року тут було збудовано римо-католицький костел, після війни його було перетворено на шкільний спортзал. 1990 року за його облаштування взялася православна громада селища — 7 січня 1990 року було відправлено перше богослужіння, однак реконструкція тривала аж до 1996 року. У 1997–1998 роках було зведено нову дзвіницю. 2000 року було закладено наріжний камінь під новий храм.

Церква Вознесіння Господнього, перехрестя Любінської-Виговського

Церква Вознесіння Господнього знаходиться на перехресті вулиць Виговського та Любінської. 1998 року тут було закладено каплицю, пізніше її перебудували у двоярусний храм.
Церква Різдва Пресвятої Богородиці знаходиться у Білогорщі на вулиці Новоповітряній, 21. Збудували його у 1910 році для потреб римо-католицької громади села, однак після війни, коли більша частина римо-католиків виїхала до Польщі, храм закрили. 1990 року його передали для потреб православної громади, яка провела реконструкцію храму, добудувала бані.
Церква святого Архістратига Михаїла знаходиться на Сигнівці поруч із греко-католицькою церквою Воскресіння Христового. Православна церква знаходиться у старому невеликому костелі, збудованому 1850 року німецькими колоністами, однак його прикрасили великими цибулястими банями.
Храм Благовіщення Пресвятої Богородиці знаходиться на Патона, 27
Храм Великомученика Георгія Побідоносця, що на вулиці Чернівецькій, 4 є одним з найменших діючих храмів Львова.
Дерев'яний храм Покрови Пресвятої Богородиці розташований перед входом в ТВЦ «Ринок Південний» на вулиці Виговського. Церква збудована на початку 2000-х років у гуцульському стилі.

### Екуменізм

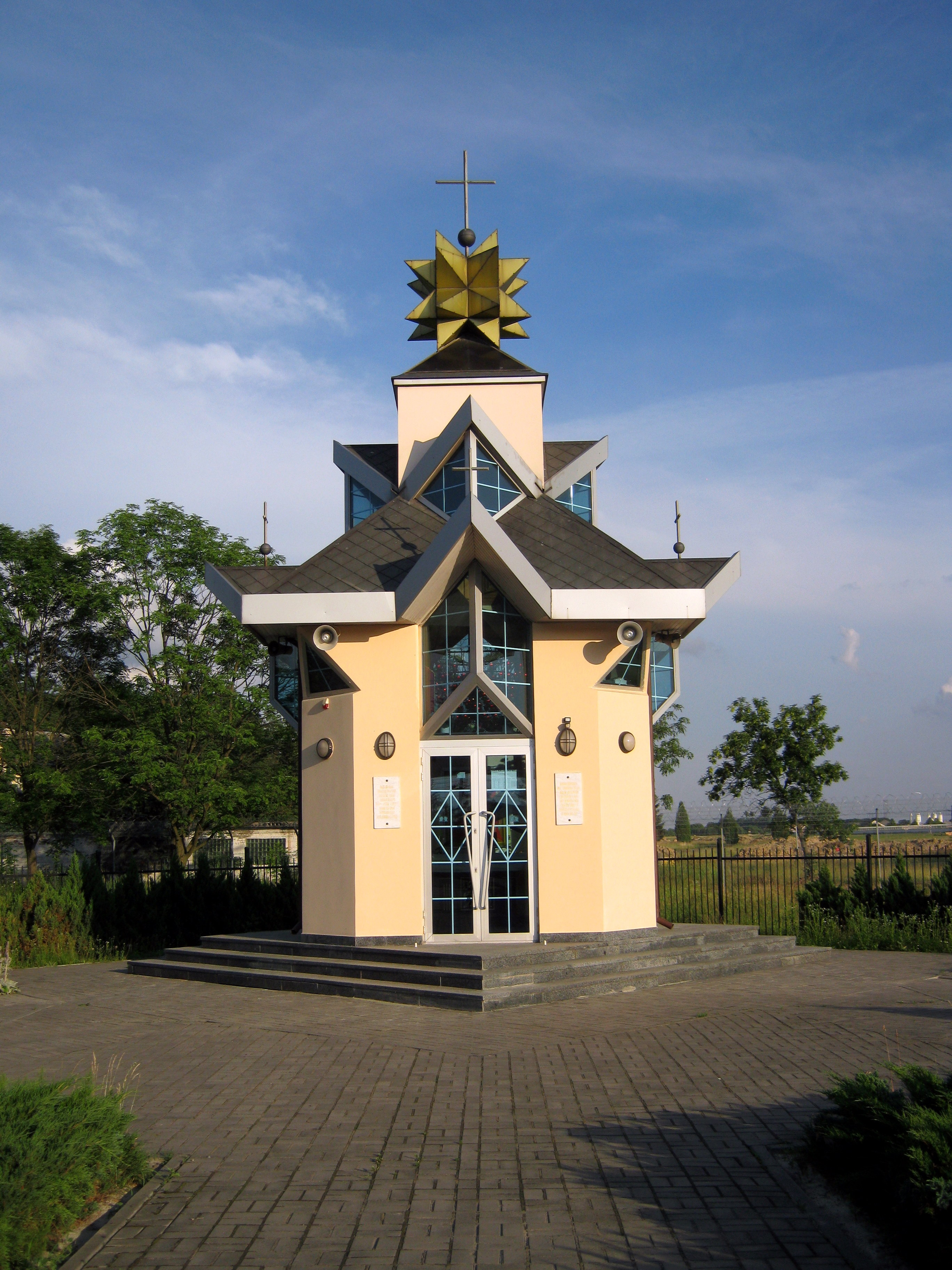
Каплиця всіх Святих українського народу, споруджена до 1-ї річниці Скнилівської трагедії, вул. Авіаційна, м. Львів

Каплиця Всіх святих українського народу споруджена у 2003 році біля входу на Скнилівське летовище в пам'ять про жертви Скнилівської трагедії. Автор проєкту — Ігор Подоляк, внутрішнє оздоблення — Маркіяна та Юрія Миськів. Каплиця освячена священиками УГКЦ, УПЦ КП, УАПЦ, УПЦ МП. У липні 2007 року тут встановлено ікону святого Миколая, під покровом якого зображено усіх загиблих на летовищі (художник Микола Солтис).

### Протестантизм
У Скнилівських провулках розташовано приміщення релігійної громади місійного руху «Єпіфанія».
На Левандівці на вулиці Олесницького, 26-а розташований комплекс залів царства Свідків Єгови.

### Юдаїзм
На вулиці Братів Міхновських розташована синагога «Бейс Ахарон ве Ізраель» («Будинок Ахарона /Карлинського/ в Ізраїлі») — діюча синагога (збереглася до наших днів разом з настінним живописом в інтер'єрі) львівської гебрейської громади. Побудована у 1924 р. на вул. Короля Лєщинського (нині Міхновських), № 4 на кошти Благодійного товариства «Царі Гілад» за проєктом архітектора Альберта Корнблута.

## Театри,кінотеатри,народні доми,Палаци культури
На вулиці Городоцькій у будівлі № 36 за польських часів містився Католицький дім і Малий Театр комедії, до 1939-го тут був кінотеатр, а також ресторан Юзефа Косіва, від повоєнних часів працював Львівський театр музичної комедії. 1954-го його перевели до Одеси, натомість сюди з Одеси перемістився Російський драматичний театр, заснований 1931 року. Згодом його реорганізували в театр Прикарпатського військового округу, потім це був театр Західного оперативного командування, нещодавно його передали у власність міста. Тепер це Львівський драматичний театр імені Лесі Українки.
Кінотеатр «Галичина» Збудований у 1978 році (кінотеатр «Октябрь», згодом «Жовтень»), колись найбільший широкоформатний кінотеатр Західної України із залом на 800 місць. Зараз не працює. Тепер[коли?] споруду кінотеатру зносять.
Кінотеатр «Супутник» на вулиці Повітряній, 20 знаходиться від 40-х років ХХ століття (спочатку імені Михайла Коцюбинського, потім «Супутник», від 90-х років — «Стрілець»). Зараз як кінотеатр не функціонує, хоча екран зберігся. Натомість у цьому приміщенні працює нічний клуб «Далі»
Кінотеатр імені ЧКалова на вулиці Городоцькій, 295 виник ще в 1946 році, спочатку під назвою «Метал». На початку 90-х років припинив свою роботу.
На початку вулиці Широкої знаходиться збудований ще у 1920-х роках народний дім «Просвіта». Втім за радянських часів він мав статус будинку культури селища Жовтневе, а від початку 90-х років знову повернув собі історичну назву. На Патона знаходиться збудований ще у 70-х роках будинок культури державного підприємства «ЛОРТА» (колишнє ВО імені Леніна). Однак тривалий час він не використовується за безпосереднім призначенням, там не має ні світла, ні тепла, а Львівська міська рада домагається переведення його у комунальну власність міста.

## Стадіони
Якщо не брати дро уваги численних шкільних стадіонів, то єдиною професійною спортивною ареною Залізничного району є розташований на вулиця Патона стадіон «Сокіл». Його було збудовано ще у 70-х роках минулого століття — силами ВО імені Леніна (тепер ЛОРТА), яке розташоване поруч. Однак за часів незалежності стадіон перейшов у комунальну власність. 2008 року частину стадіону передали в оренду ФК «Львів». Мерія ухвалила рішення передати весь стадіон в оренду спортивному клубу «Львів». «Сокіл» потрапив у державну цільову програму підготовки до Євро-2012 — він мав стати одним з тренувальних полів із трибунами на 3000 місць. ФК «Львів» брав на себе зобов'язання вкласти в його реконструкцію майже 80 млн грн.. Однак через бюрократичну тяганину та фінансові проблеми клубу реконструкція так і не почалась.

## Навчальні заклади
У Залізничному районі всього один вищий навчальних закладів III—IV рівня акредитації. Львівська філія Дніпропетровського національного університету залізничного транспорту імені академіка В. Лазаряна. [Архівовано 16 травня 2017 у Wayback Machine.] У 1958 році для студентів-заочників, з метою наближення місця навчання до місця їх проживання Всесоюзним заочним інститутом інженерів залізничного транспорту (ВЗІІТ) на базі Загальнотехнічного факультету Львівського поліграфічного інституту було здійснено набір на спеціальності залізничного напряму. 1963 року ці спеціальності були передані до Дніпропетровського інституту інженерів залізничного транспорту (ДІІТ). 1972 року для студентів-заочників ДІІТом був створений навчально-консультаційний пункт (НКП) для студентів безвідривної форми навчання у приміщенні Львівського технікуму залізничного транспорту [Архівовано 10 квітня 2022 у Wayback Machine.]. 1978 року Львівська залізниця виділила приміщення для НКП у районі залізничного вокзалу. Силами залізниці були обладнані лекційні та спеціалізовані аудиторії, навчальні лабораторії. 1996 року з метою покращення умов і якості підготовки інженерних кадрів для регіону розташування Львівської залізниці наказом ректора університету № 236 від 07.06.1996 року за ініціативи та при допомозі Львівської залізниці і особисто начальника залізниці Г. М. Кірпи було створено Львівський факультет з денною формою навчання студентів. Першим деканом Львівського факультету був к ф-м н, доцент Слабковський Іреней-Семен Степанович. Львівською залізницею за адресою м. Львів вул. Іванни Блажкевич 12А було збудовано навчальний корпус. Усі служби брали найактивнішу участь в обладнанні спеціалізованих аудиторій та навчальних лабораторій.
Натомість тут досить широко представлені середні спеціальні, професійні навчальні заклади, у тому числі приватні. Зокрема тут працює Західний навчально науковий інститут підготовки фахівців і менеджерів, Львівський медичний коледж «Монада», Технікум дизайну львівського державного інституту новітніхнологій та управління ім.. В. Чорновола, Львівський технікум м'ясної та молочної промисловості національного університету харчових технологій, Львівський професійний ліцей, Львівський професійний ліцей комп'ютерних технологій, Львівське міжрегіональне вище професійне училище залізничного транспорту, Міжрегіональний центр професійно-технічної освіти художнього моделювання та дизайну м. Львова.
Водночас у Залізничному районі є широка мережа середніх загальноосвітніх та спеціалізованих шкіл та гімназій яка включає 12 середніх шкіл та одну початкову, Львівську Українську гуманітарну гімназію, Львівську гімназію «Євшан», фізико-математичний ліцей при ЛНУ імені Івана Франка, а також дитячо-юнацьку спортивну школу N1 на вулиці Чернівецькій, 4 та ЦТК «Левандівка». Також в районі є 18 дитячих садочків, в тому числі два навчально-виховні комплекси школа-садок. Позашкільна освіта в районі представлена Будинком естетичного виховання дітей на вулиці Чернівецькій, 4.

## Медицина
У Залізничному районі також немає великих, спеціалізованих лікарень — медична допомога тут представлена кількома великими поліклініками, які розраховані на надання базової медичної допомоги мешканцям району, мережею сімейних амбулаторій, які розташовані у мікрорайонах, віддалених від поліклінік, кількома гінекологічними полікнічними відділеннями, низкою невеликих приватних медичних закладів серед яких найбільше стоматологічних кабінетів. В районі доволі широко представлена відомча медицина, передусім медичні заклади Львівської залізниці — всі вони розташовані на Левандівці. Найбільшими медичними закладами Залізничного району є 5-а міська комунальна поліклініка, поліклініка Львівської залізниці, 3-я стоматологічна поліклініка.

## Парки
У Залізничному районі Львова є три великі парки а також декілька скверів.
Левандівський парк було закладено у 1956 році, його площа 3,7 гектари. До початку 90-х років називався Жовтневий, відповідно до радянської назви мікрорайону Левандівка. На початку 90-х років минулого століття дістав сучасну назву. Також на межі Левандівки та Білогорщі знаходиться П'ятий парк — свою назву він дістав на честь залізничної станції, яка розташована поруч. Фактично він є лісопарком, який виник під час освоєння лісу, який є поруч з Білогорщею. Наймолодшим парком у Залізничному районі Львова є Скнилівський парк, який було закладено у 1974 році — він займає територію між вулицями Виговського, Любінською, ринком «Південний» та львівським летовищем імені короля Данила.

## Водойми
Найбільшою водоймою Залізничного району є Левандівське озеро, яке в повоєнні роки було штучно утворене на перетині сучасних вулиць Повітряної та Ганкевича — воно є східною межею Старої Левандівки. Ширина озера 75 м, довжина 300 м. Загальна площа 22500м2 (2,25га).
У результаті проведених досліджень Левандівського озера можна зробити висновок, що вміст хімічних елементів у воді рекреаційного озера не перевищує нормативних показників і воно придатне для купання. Однак реакція на їх загальний вміст кожного організму буде різною і не виключені алергічні захворювання шкіри.
Окрім того на території Залізничного району є декілька невеликих озер та ставків, зокрема декоративне озеро площею 2,4 гектари на вулиці Повітряній, 2, два ставки на вулиці Конюшинній, 4 та 6 площею 0,03 та 1,15 га відповідно, ставок на вулиці Шухевича у Білогорщі площею 0,2 гектари, ставок на вулиці Щирецькій, 105 площею 0,24 гектари а також ставок на вулиці Скнилівській. Окрім того у Білогорщі є струмок, який належить до басейну Дністра.

## Транспорт

### Залізничний транспорт

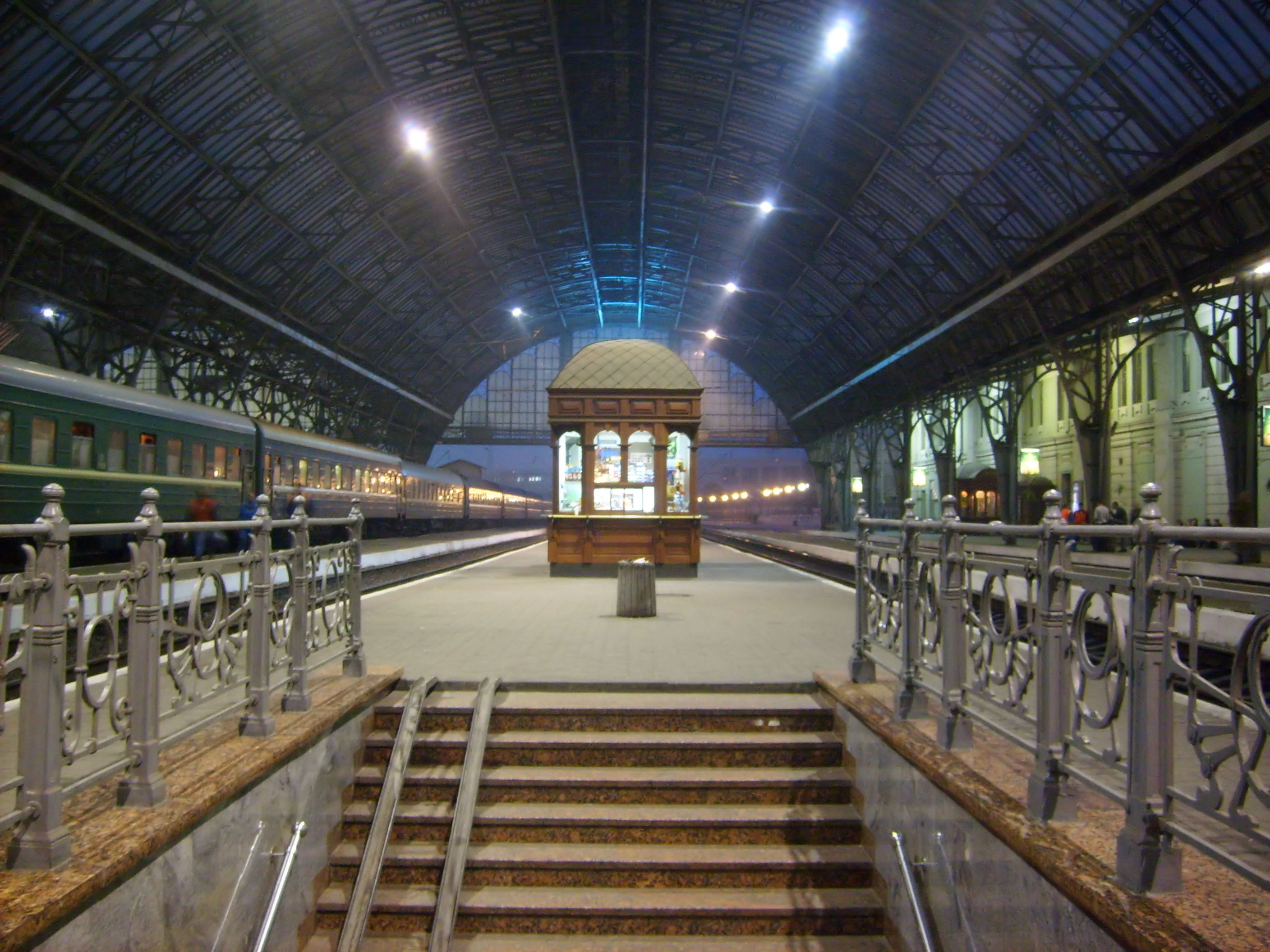
Перон Головного залізничного вокзалу (2007)

Головний залізничний вокзал Львова є найстарішим залізничним вокзалом Львова — сучасна будівля була збудована у 1904 році. Вокзал розташований за 2,5 кілометри від історичного центру Львова. Вокзал обслуговує всі поїзди далекого та місцевого сполучення, а також приміські поїзди Краснянського, Рава-Руського, Сокальського та Луцького напрямків. Сьогодні вокзал має 8 колій, 6 залів очікування. Над усіма перонами вокзалу знаходиться металево-скляний дебаркадер — його два півсферичні склепіння зроблені з клепаної сталі та броньованого скла. Загальна довжина конструкції 159 м ширина — 69 м.
Натомість приміський вокзал є наймолодшою залізничною станцією міста — його збудовано у 1996 році за півкілометра від Головного залізничного вокзалу на місці, де колись знаходився чернівецький вокзал. Приміський вокзал обслуговує електропоїзди Стрийського, Самбірського та Мостиського напрямків. Поруч із приміським вокзалом знаходиться один з найбільших ринків Львова — Привокзальний а також торговельний центр Скриня.
Сортувальна станція «Клепарів» знаходиться на північ від головного залізничного вокзалу. На її стіні вміщено меморіальну таблицю, в пам'ять про те, що через цю станцію в 1942–1943 роках вивезли до концентраційних таборів понад півмільйона євреїв. Станція Клепарів разом із станцією Львів утворюють львівський вузол, і об'єднані єдиним технологічним процесом. Єдина станція на території Львова, яка з'єднана з головним залізничним вокзалом спеціальним електропоїздом Львів-Клепарів, який робить два рейси в напрямку Клепарова о 7. год 40 хв та 19год 38 хв і у зворотному о 8 год.18 хв і о 20 год. 08 хв. Роблячи єдину проміжну зупинку «Товарна контора» і витрачаючи на дорогу 7-8 хвилин.
На території Залізничного району є станції: Львів, Клепарів, Скнилів, Рудне, П'ятий Парк.

### Аеропорт
Залізничний район є також і повітряними воротами Львова — тут знаходиться львівський аеропорт імені короля Данила Галицького.
13 квітня 2012 року за участю президента України Віктора Януковича та УЄФА Мішеля Платіні було відкрито новий термінал Львівського аеропорту. Його було збудовано в рамках підготовки міста до Євро-2012 — окрім терміналу було реконструйовано злітну смугу аеропорту — її подовжили на 800 метрів, що дає змогу приймати літаки усіх класів.
Новий термінал аеропорту розрахований на прийом 2000 пасажирів на годину. Водночас це дає змогу істотно збільшити кількість рейсів, які прийматиме львівський аеропорт імені короля Данила Галицького. Якщо на момент відкриття аеропорту до Львова літали 11 авіакомпаній, то лише у 2012 році заплановано відкриття 8 нових рейсів, у тому числі до Тель-Авіву, Баку, Кракова, Вроцлава.
Щодо старого терміналу Львівського аеропорту, який збудований ще в 50-ті роки минулого століття, то під час Євро-2012 він прийматиме пасажирів. Щодо його використання в майбутньому — поки що рішення немає, є ідея розмістити там музей авіації.

### Автостанції
Формально на території Залізничного району є дві автостанції. Однак фактично працює тільки одна — N8 на площі Двірцевій поруч із головним Залізничним вокзалом. З неї вирушають автобуси дальнього слідування а також Самбірського, Дрогобицького та Стрийського напрямків. В рамках реконструкції площі Двірцевої автостанцію заплановано закрити, залишивши на ній лише автобуси, які їдуть у курортні міста Трускавець, Східницю, Моршин, натомість решту автобусних маршрутів перенести на автовокзал на вулиці Стрийській а також на вулицю Збиральну (біля супермаркету «Епіцентр», так само Залізничний район), де буде облаштовано нову автостанцію Городоцького напрямку. Однак здійснити цей план поки-що не вдалось.
Щодо автостанції N3, яка розташована на ринку "Новий", то там зберігся зал очікування, працюють каси, однак автобуси, які б мали звідти відправлятись фактично вирушають від приміського вокзалу, лише зрідка заїждаючи на аавтостанцію на Новому ринку.

### Автобуси, маршрутні таксі
Залізничний район має розвинуту мережу маршрутних таксі, яка є частиною загальноміської транспортної системи. Автобусним сполученням охоплені фактично всі частини району, включно з такими віддаленими, як Білогорща та селище Рудно.

### Трамваї
Оскільки саме на території Залізничного району знаходиться львівський вокзал, то саме тут починалась перша трамвайна лінія в місті — спочатку кінного, а згодом електричного трамваю — по вулиці Чернівецькій, далі вниз по Городоцькій а також по вулиці Сапєги (тепер Степана Бандери). Також недалеко від вулиці Городоцької знаходилось перше трамвайне депо в місті.
У 1909 році трамвайна колія була прокладена по вулиці Янівській (сучасна Шевченка), Однак лише у 1925 році трамвайну лінію продовжили до Городоцької рогачки (початок вулиць Кульпарківської та Любінської), поблизу сучасного трамвайного депо. Звідси починався довоєнний маршрут N8, який через сучасний проспект Свободи виходив на прочаток вулиці Івана Франка. Наприкінці 20-х років минулого століття перед Городоцькою рогачкою з'явилось трамвайне депо, яке функціонує і до сьогодні. До того ж тоді від головного залізничного вокзалу починалось 7 трамвайних маршрутів, втім вже за рік їх число скоротилось до чотирьох. Також у 1931 році трамвайну колію було продовжено по вулиці Городоцькій. У повоєнні роки на головному залізничному вокзалі залишились тільки два маршрути: NN1 та 9 які набули звичної для усіх «кільцевої» конфігурації, з'єднуючи його із центром міста — за цим маршрутом вони ходять і досі. 1952 року на вулиці Шевченка з'явився трамвай N7, який з'єднав її з Погулянкою, щоправда тоді він їздив через вулицю Зелену.
До 1969 року трамвайна мережа, яка прокладена у Залізничному районі набула звичного і фактично незмінного досі вигляду — було демонтовано трамвайну колію на Богданівку, натомість на вокзалі з'явився ще один маршрут — N6, а трамвай N7, який курсує з вулиці Шевченка до Погулянки почав ходити за маршрутом, до якого ми звикли. 1988 року було заплановано будівництво підземного трамваю, який би з'єднав головний залізничний вокзал Львова із центром міста, вулицею Шевченка та вулицею Леніна (суч. Личаківська), однак цей проєкт так і не вдалось втілити.

### Тролейбуси
Залізничний район також був першим районом міста, який запровадив тролейбусне сполучення — у 1952 році, коли у місті запроваджувався цей вид транспорту, його перша лінія з'єднала головний залізничний вокзал із центром міста. Подальший розвиток тролейбусних ліній відображав розбудову району. До 1955 року тролейбусна лінія була прокладена вздовж вулиці Городоцької до зупинки Льотне поле, а до 1960 року її було продовжено до залізничної станції Скнилів — ця лінія функціонує і досі. До 1966 року започатковану нову тролейбусну лінію до вулиці Окружної (тролейбус N9), а до 1971 року з'являється тролейбус N10, який з'єднує Патона із центром міста, а тролейбусний маршрут набуває звичного вигляду — його продовжили до аеропорту — за цим маршрутом він незмінно курсує досі. До 1972 року було ліквідовано рух тролейбусів до головного залізничного вокзалу, натомість тролейбусна лінія пролягла по вул.. Терешкової (суч. Виговського) — від Патона до Кульпарківської. 1980 року тролейбусний рух розпочався вулицею Кульпарківською, по якій пролягає адміністративна межа між Залізничним та Франківським районом. Врешті у 1989 році тролейбусне сполучення з'являється на Левандівці — через вулицю Сяйво та Широку до Суботівської — фактично тролейбусна мережа набуває сучасного вигляду — більше серйозних змін у ній не відбувалось.

## Ринки, торгівля
Залізничний район має розвинуту торговельну мережу, яка включає в себе невеликі приватні магазини «біля дому», універсами, магазини побутової техніки, промислових товарів, тут представлено більшість торговельних мереж, які мають свої торгові точки у Львові — «Арсен», «Вопак», «Сільпо» та інші. Значна частина великих супермаркетів зосереджена на виїзді з міста поблизу вулиці Городоцької — тут знаходиться гіпермаркети «Метро», «Епіцентр».

Ринок «Південний»

Ще одним важливим торговельним центром Львова є вулиці Виговського—Щирецька, де знаходиться найбільший у Львові промтоварний ринок, а віднедавна торговельно-розважальний центр «Південний», гіпермаркет «ВАМ» а також гіпермаркет будівельних матеріалів «Нова лінія». Ринок заснував Петро Писарчук у 1996 році. Територія ринку відтоді значно розширилася, було побудовано 10 торговельних комплексів, супермаркети, продовольчий ринок, готель, церкву. На території ринку працює близько двох тисяч магазинів, медичний центр, спортивний комплекс і фітнес-центр, надаються нотаріальні, банківські і поштові послуги, працюють ресторани і численні кафе.
За інформацією адміністрації ринку його щодня відвідує від 15 до 30 тисяч осіб. Діє медичний центр «Фіторія» із сучасною діагностичною технікою та каретами швидкої допомоги; Відкрито спортивний комплекс «Олімпік» для міні-футболу; тренажерні зали, басейн; Є готель «Південний», функціонує збудований у роки незалежності дитячий садочок «Дивосвіт» на 150 місць із чотириразовим харчуванням, сучасно обладнаний, із дошкільною програмою, що передбачає вивчення англійської мови. При садочку функціонують гуртки за різними тематичними напрямами.
На «Південному» працює майже 17 тис. осіб, із них 2,5 тис. — представники малого й середнього бізнесу. Щодня від 15 до 30 тис. осіб відвідують цей торговий мегаполіс, який не має аналогів в Україні.
На вулиці Люблінській, 92 є споруджений у 1985 році найбільший у Львові «Будинок меблів».
З кінця 90-х років минулого століття на перетині вулиць Широкої та Гніздовського функціонує Левандівський ринок. 24 червня 2009 року значна частина ринку потерпіла внаслідок пожежі, яка виникла у торговельних рядах.
На перетині вулиць Петлюри та Садової від 70-х років минулого століття функціонує ринок «Новий». На ринку працює близько 400 чоловік з 27 сіл, які розташовані поруч зі Львовом. У 2006–2009 рр. на територію ринку претендувало ТзОВ «Інтермаркет», власником якого був тодішній депутат Львівської міської ради Роман Шлапак, однак після тривалої боротьби приватним підприємцям вдалось відстояти своє право торгувати на ринку.
Також на вул. Кульпарківській, 226 А знаходиться найбільший у Західній Україні торгово-розважальний комлекс «Victoria Gardens», відкритий 29 жовтня 2016 року.

## Промисловість
У радянські часи Залізничний район став лідером промислового виробництва Львова — саме тут знаходилось два найбільших за чисельністю працівників та обсягом виробництва підприємства Львова ВО «Електрон» (тепер Концерн Електрон) та ВО імені Леніна (тепер ДП ЛОРТА), окрім того в Залізничному районі було чимало інших підприємств радіоелектронної, харчової, деревообробної, машинобудівної промисловості. Однак в 90-ті роки значна частина підприємств або взагалі припинила існування, або ж суттєво скоротила обсяги свого виробництва а також чисельність працівників.
Серед найважливіших та діючих підприємств району залишаються Концерн Електрон, «ЛОРТА», Львівський жиркомбінат, Львівський холодокомбінат, меблева фабрика «Карпати», хлібозавод N2.
Концерн «Електрон» було створено на базі однойменного підприємства, яке виникло ще у 1957 році. Основними галузями, в яких працює підприємство є виробництво побутової техніки, матеріали для електроніки, полімерна індустрія, спеціальна техніка, інструментальне виробництво, автомобільне обладнання. До складу концерну входить 10 підприємств. 2011 року на території Науково-виробничого підприємства «КАРАТ» ДП ПАТ «КОНЦЕРН-ЕЛЕКТРОН» відкрито виробничу дільницю з промислового виробництва наногетероструктур різного призначення (для над'яскравих світлодіодів, концентраторних сонячних батарей та потужних НВЧ транзисторів).
Хоча ДП «ЛОРТА» вже не випускає такої кількості продукції, як у 80-х роках минулого століття воно залишається одним з найбільших виробників радіоелектронної продукції. Підприємство пропонує спеціальну радіоелектронну апаратуру, універсальні осцилографи, товари народного споживання.
На території Залізничного району знаходяться два комунальних підприємства, які забезпечують гарячою водою та теплом місто Львів «Львівтеплоенерго» та «Залізничтеплоенерго».
ЛКП «ЛЬвівтеплоенерго» було створене у липні 1965 року., зараз до його складу входять 112 котелень, 119 центральних теплових пункти та 430 кілометрів теплових мереж, ТЕЦ-1, ТЦ «Північна», ТЦ «Південна». Річна реалізація теплової енергії на підприємстві становить до 1300 тис. Гкал, виробництво електроенергії — до 65 млн кВт год. На підприємстві працює 2100 людей. «Залізничтеплоенерго» реалізує в рік 320 тисяч Гкал на рік, на підприємстві працює 530 людей. Якщо «Залізничтеплоенерго» постачає тепло та гарячу воду у Залізничний район Львова, то «Львівтеплоенерго» — у всі інші райони міста.
У Залізничному районі Львова знаходиться ПАТ «Львівський холодокомбінат», який є найбільшим виробником морозива в Україні, яке реалізується під торговою маркою «ЛІМО». А з 2010 року підприємство розпочало виробництво заморожених напівфабрикатів пельменів та вареників.
На Левандівці знаходиться ВАТ «Львівський керамічний завод», який є виробником різноманітної сантехнічної продукції для ванн та кухонь. Підприємство засноване у 1956 році, на ньому працює 1101 чоловік.
ЗАТ «Львівський жиркомбінат» — одне з провідних підприємств олійножирової галузі України. Понад п'ятдесят років жиркомбінат спеціалізується на випуску високоякісних маргаринів, майонезів та жирів.
Загалом, виробничі потужності комбінату по випуску маргаринової продукції становлять 200 тон на добу, з них 115 тон фасованої продукції. Основне обладнання цеху — це лінії англійського та німецького виробництва. Продукція реалізується під торговою маркою «Щедро»
Окрім того на території району знаходиться чимало інших підприємств, серед них Львівський хлібзавод N2, меблева фабрика «Карпати» та інші.

## Інформаційні технології

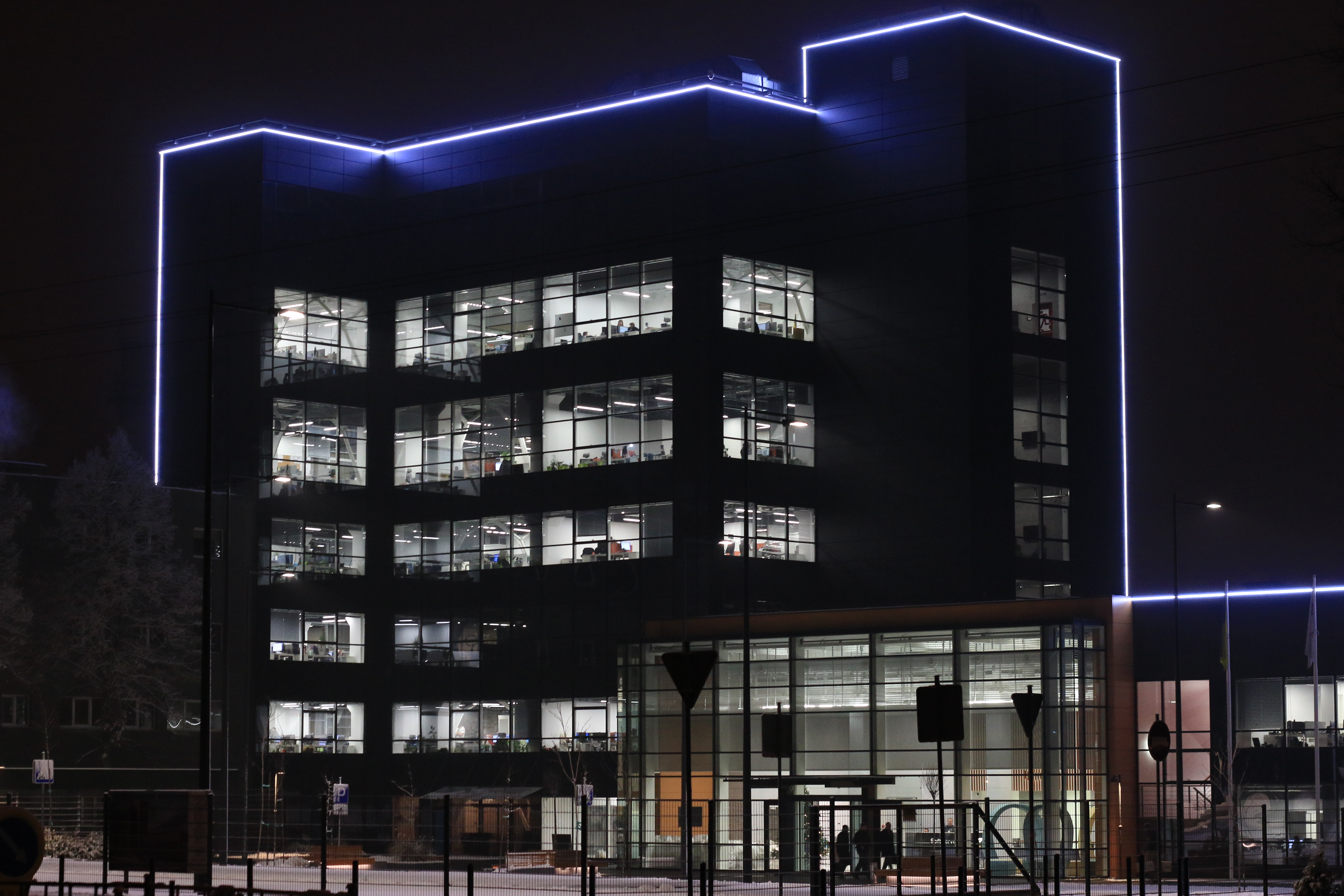
Бізнес-центр «Матриця»

У 2009 році KPMG, одна з найвідоміших міжнародних аудиторських компаній, занесла Львів до списку 30 міст світу з найбільшим потенціалом розвитку інформаційних технологій.
У Залізничномуому районі розміщені офісні будівлі таких IT-компаній, як SoftServe з офісом на вулиці Садовій, 2а в бізнес-центрі «Матриця», DevCom на вулиці Стороженка, 16, N-iX на вулиці Стороженка, 32, GlobalLogic та Техніка для бізнесу на вулиці Шептицьких, 26 та інші.